# Lauren Fenmore
Lauren Fenmore is een personage uit de Amerikaanse soapserie The Bold and the Beautiful en zusterserie The Young and the Restless. De rol werd in 1983 geïntroduceerd in Y&R en van 1983 tot 1995 gespeeld door Tracey E. Bregman; ze keerde kort terug in 2000 en opnieuw op regelmatige basis vanaf 2001.
In The Bold and the Beautiful maakte ze in 1992, 1993 en 1994 gastoptredens en in 1995 maakte ze de overstap naar deze serie op contractbasis om daar vervolgens te blijven tot 1999. In 2002, 2004 en 2007 waren er nog gastoptredens.

## Personagebeschrijving

### Genoa City
Lauren was het enige kind van de rijke Neil Fenmore en Joanna Manning. Joanna en Neil waren al jaren gescheiden en Lauren werd door haar vader opgevoed. Als jonge tiener zong Lauren samen met rockster Danny Romalotti en rivale Traci Abbott. Elke man op wie Lauren verliefd werd, wilde Traci ook. Maar Lauren was degene die de mannen kreeg waardoor Traci erg onzeker werd.
Haar eerste grote liefde werd detective Paul Williams. Pauls moeder Mary vond Lauren te flamboyant en te jong voor Paul. Samen waren ze een tijd heel gelukkig tot een stalker, genaamd Sean, in hun leven kwam en ervoor zorgde dat Paul de verkeerde ideeën kreeg. Paul en Lauren gingen uit elkaar, maar dan redde Paul het leven van Lauren, die ontvoerd werd door Sean. Hij had haar levend begraven in San Francisco. Lauren was zwanger van Paul, al wist hij dat niet en ze verloor het kind, maar verzoende zich wel met Paul. Nadat Lauren een naaktfoto van Paul opstuurde voor een wedstrijd en deze als poster bij een tijdschrift zat, besloot Paul om niet met Lauren te hertrouwen en gewoon vrienden te blijven. In 1987 overleed Niel Fenmore en werd Lauren directrice van de Fenmore kledingwinkels toen ze nog maar vooraan in de twintig was.
Dan leerde Lauren dokter Scott Grainger kennen en trouwde met hem in 1989. Nadat verpleegster Sheila Carter arriveerde in Genoa City, zou het leven van Lauren nooit meer hetzelfde zijn. Sheila werd verliefd op Scott en om hem van Lauren af te pakken drogeerde ze hem en sliep met hem, waardoor ze zwanger werd. Ook Lauren werd zwanger van Scott, maar vertelde dat niet aan hem. Toen Scott ontdekte dat hij vader ging worden, scheidde hij van Lauren en trouwde met Sheila. Sheila kreeg een miskraam, maar hield dit verborgen voor Scott. Op de zwarte markt kocht ze een pasgeboren kind en toen Lauren beviel, verwisselde ze beide kinderen zodat zij toch een kind van Scott had. Sheila noemde haar kindje Scotty Jr. en Lauren dat van haar Dylan, maar Dylan overleed aan meningitis nog voor hij een jaar oud was. Sheila’s moeder Molly ontdekte het geheim van Sheila en wilde de waarheid vertellen aan Lauren maar kreeg dan een beroerte en kon niet meer spreken. Uiteindelijk slaagde Molly er toch in de waarheid aan Lauren te vertellen. Sheila nam Molly en Lauren gevangen in een chalet, die per ongeluk in brand vloog. Lauren en Molly konden ontsnappen en er werd een lichaam gevonden zodat iedereen dacht dat Sheila omgekomen was. Wat niemand wist was dat Sheila kon ontsnappen en dat iemand die de gas kwam opmeten omgekomen was.
Scott en Lauren verzoenden zich. Lauren, die al jaren kleren inkocht bij Forrester Creations ging naar Los Angeles, waar Sheila inmiddels een relatie had met Eric Forrester. Toen Ridge over Sheila vertelde kreeg ze meteen argwaan, maar dacht dan dat er wel meer mensen met dezelfde naam rondliepen. Sheila keerde terug naar Genoa City om met zichzelf in het reine te komen en bespiedde Lauren en ontdekte dat ze een affaire had met Brad Carlton en nam foto’s van hen. In LA liet ze de foto van Lauren en Brad in een puzzle maken en stuurde de stukjes naar Lauren op. Sheila maakte zich bekend aan Lauren, die erg schrok van de verrijzing en de politie wilde bellen. Sheila waarschuwde Lauren dat ze zich gedeisd moest houden, anders zou ze de foto’s aan Scott laten zien. Sheila verloofde zich nu met Eric.
Erics eerste vrouw Stephanie vertrouwde Sheila nooit en vermoedde dat ze iets verborgen hield over haar verleden. Ze wist dat Sheila uit Genoa City kwam en dacht toen aan Lauren Fenmore. Lauren deed eerst alsof haar neus bloedde, maar nadat ze hoorde over het nakende huwelijk ondernam ze actie. Brad ging naar LA om de foto’s terug te krijgen omdat hij het hoederecht over zijn dochter Colleen zou kunnen verliezen als zijn affaire met Lauren uit kwam. Brad slaagde erin de foto’s in handen te krijgen en keerde terug naar Genoa City om Lauren te verzekeren dat Sheila geen bewijzen meer had.
Lauren ging naar Sheila de avond voor haar huwelijk en confronteerde haar. De dames begonnen te vechten en Sheila had Lauren bijna vermoord. Lauren kon ontsnappen maar waarschuwde Sheila dat ze haar zou ontmaskeren als ze haar jawoord gaf aan Eric. De volgende ochtend ging Lauren naar haar badkamer waar ze een grote foto zag van haar en Brad, Sheila had blijkbaar meerdere kopieën bewaard. Op de bruiloft droeg iedereen zwart, omdat niemand een fan was van Sheila. Nadat Sheila Lauren opmerkte liet ze Eric aan het altaar staan. Toen iedereen weg was kwam ze terug en overtuigde Eric om met haar te trouwen.
Scott kreeg een mysterieuze ziekte en wist dat hij stervende was, maar vertelde dit niet aan Lauren. Sheila kwam hierachter en ging terug naar Genoa City om hem te zien. Nadat Scott hoorde dat Sheila gelukkig was met Eric besloot hij haar te vergeven en haar verleden geheim te houden. Inmiddels dacht Eric dat hij een fout gemaakt had door met Sheila te trouwen. Lauren dacht dat Scott de sleutel zou zijn tot Sheila’s ondergang en toen ze hoorde dat Eric en Sheila op vakantie gingen naar Santa Catalina regelde Lauren het zo dat zij en Scott ook zouden gaan zodat Scott Sheila zou zien en haar ontmaskeren. Helaas liep het plan helemaal fout omdat Lauren niet wist dat Scott Sheila al gezien had en toen hij haar zag in het hotel zei hij er niets van tegen Eric. Zijn gezondheid was verslechterd en op zijn sterfbed liet hij Lauren zweren dat zolang Sheila zich zou gedragen ze niets zou zeggen. Lauren ging akkoord. Sheila was erbij toen Scott stierf en verzorgde hem als verpleegster. Eric, die ervan uitging dat Scott een vreemde was voor Sheila, was vertederd door het feit dat Sheila zo zorgde voor Scott en besloot zijn huwelijk een nieuwe kans te geven.

### Los Angeles
Een tijd later besloot Lauren om Genoa City achter zich te laten en te verhuizen naar Los Angeles. Lauren wilde een kledinglijn aan de man brengen, maar Eric was hier niet in geïnteresseerd waardoor ze naar Sally Spectra stapte om daar te gaan werken. Lauren werd verliefd op Ridge en probeerde hem voor zich te winnen, maar hij dacht alleen aan Brooke die al een tijdje spoorloos verdwenen was nadat ze haar verstand verloren had toen uitkwam dat Bridget de dochter van Eric was en niet van Ridge. Lauren ging samen met Ridge op zoek naar Brooke ze vonden haar uiteindelijk op Barbados. Ze hielp James Warwick ook nog om Sheila eens en voor altijd te ontmaskeren bij de Forresters. Sheila wilde Lauren stoppen door haar te verdrinken in het bubbelbad. Lauren kon echter naar adem happen door de luchtbellen en deed alsof ze verdronken was. Lauren kon ontkomen en Sheila belandde tijdelijk in een psychiatrische inrichting.
Eric werd verliefd op Lauren, maar zij voelde zich schuldig omdat ze een goede vriendin was van Stephanie, die graag wilde hertrouwen met Eric. Lauren beëindigde de affaire, maar Sally had hun verhouding ontdekt en was in het bezit gekomen van een foto van Lauren en Eric in bed. Op de huwelijksceremonie van Eric en Stephanie duwde Sally de foto in de Bijbel en toen Stephanie dit ontdekte blies ze de trouw af. Lauren was nu haar vijand. Na een bezoek aan Venetië crashte het vliegtuig van Eric en Lauren boven Groenland. Ze werden gevangengenomen door de geflipte Rush Carrera, die uiteindelijk vermoord werd door Eric. Dan kwam Johnny Carrera, de tweelingbroer van Rush in het leven van Lauren en ze begon een relatie met hem alhoewel ze nog verliefd was op Eric. Johnny zag dit in en vertrok naar New York. Eric en Lauren konden nu samen zijn, maar na een tijd was ook deze relatie voorbij en trok Lauren de wijde wereld in. Tot 2001 maakte ze nog sporadisch een bezoekje aan LA of Genoa City.

### Genoa City

#### Paul
Eind 2001 dook Lauren opnieuw op in Genoa City en begon samen te werken met de Abbotts. Lauren hoopte op een verzoening met haar ex-man Paul, maar hij had inmiddels een verhouding met Isabella Braña. Toen Pauls vrouw Christine Blair terug naar Genoa City kwam verbrak hij de relatie met Isabella, die nu zwanger was. Lauren ontdekte dit en zei haar dat ze dit aan Paul moest vertellen omdat ze wist dat hij graag kinderen wilde. Isabella overtuigde Lauren echter om te zwijgen omdat Paul enkel van Christine hield en Lauren ging akkoord. Isabella begon nu een affaire met Michael Baldwin en overtuigde hem dat hij de vader was van haar kind. Toen Paul ontdekte dat Isabella van zijn kind in verwachting was probeerde hij opnieuw een relatie te beginnen met Isabella. Zij wilde echter met Paul trouwen. Nadat Ricardo Carl Williams geboren werd trouwde Paul met haar. Lauren aanvaardde het huwelijk en werd meter van Ricky. Isabella begon echter door te draaien en probeerde Christine te vermoorden en werd vervolgens in een inrichting geplaatst, waardoor Paul opnieuw bij Christine kon zijn. Het verleden bleef echter tussen hen staan en ze gingen uit elkaar. Daarna begonnen Lauren en Paul opnieuw een relatie.

#### Kevin & Michael
De 25-jarige Kevin Fisher werd verliefd op Lauren, hij vond haar een van de mooiste vrouwen die hij ooit gezien had. Kevin was pas ontslagen bij Bobby Marsino en was hoofdverdachte in de zaak Brittany Hodges (Brittany was geëlektrocuteerd in de bar van Bobby en was zwaar verbrand). Kevin nodigde Lauren uit voor Valentijn in de Athletic Club en Lauren nam de uitnodiging aan in de hoop dat Kevin zijn misdaden zou opbiechten. Nadat Kevin ontdekte dat Lauren hem bedrogen had hield hij haar vast in zijn appartement en Lauren was in shock nadat Kevin zijn pistool op zichzelf richtte. Michael Baldwin, de halfbroer van Kevin, kwam net op tijd om Kevin te redden en beloofde zijn broer om hem nooit meer in de steek te laten. Kevin werd opgepakt voor de elektrocutie van Brittany en raakte in paniek omdat hij claustrofobie had en Lauren kreeg medelijden met hem en betaalde zijn borgsom. Kevin dacht nu dat Lauren echt om hem gaf en ging naar haar boetiek om haar te bedanken en biechtte op dat hij het restaurant van Gina in brand had gestoken en Colleen Carlton had opgesloten in de diepvries maar dat hij niets te maken had met de elektrocutie van Brittany. Lauren zei dat ze dit niet zo verder vertellen, maar Paul Williams merkte aan Lauren dat ze meer wist over Kevin en confronteerde hem. Kevin vluchtte uit Genoa City naar zijn moeder Gloria Fisher in Detroit. Gloria kwam samen met Kevin naar Genoa City en daar werd Kevin gearresteerd. In de gevangenis werd hij dusdanig in elkaar geslagen dat hij in het ziekenhuis belandde. Dan werd bekend dat de maffia achter de aanslag op Brittany zat en Kevin werd vrijgesproken.
Kevin bleef gevoelens hebben voor Lauren, maar Michael en Lauren die vaak met elkaar afspraken om over Kevin te spreken werden nu verliefd op elkaar. Paul, die al in de gaten had dat zijn relatie met Lauren doodgebloed was liet haar gaan zonder rancune. Kevin was aanvankelijk razend op Michael maar kon zijn broer vergeven toen hij bevriend werd met Mackenzie Browning. Na enkele maanden besloot Michael om Lauren ten huwelijk te vragen en zij nam het aanzoek aan.

#### De terugkeer van Sheila
Michael vroeg Lauren naar haar zoon Scotty, omdat ze het weinig over hem had maar Lauren ontweek zijn vragen. Kevin leende Laurens telefoon om zo Scotty te traceren. Michael ging naar Toronto om zich voor te stellen aan zijn toekomstige stiefzoon. Hij vertelde aan Michael dat hij niet meer in Genoa City is geweest sinds zijn kindertijd en dat hij altijd op kostscholen heeft gezeten in verschillende landen, maar dat zijn moeder hem geregeld een bezoekje bracht. Hij vroeg zich altijd af waarom hij niet naar Genoa City mocht komen, maar gaf het vragen na een tijdje op. Michael keerde terug naar Genoa City en dan besloot Lauren dat het tijd was om Scotty over haar nakende huwelijk in te lichten. Toen Scotty vertelde dat hij Michael al ontmoet had voelde Lauren zich verraden, maar Michael herinnerde Lauren eraan dat zij ook altijd iets tegen zijn familiegeheimen had. Nadat Lauren wegging uit het appartement van Scotty kwam Sheila uit de slaapkamer van Scotty. Ze noemde zich nu Brenda Harris en volgde les samen met Scotty. Brenda gaf hem een idee om een boek te schrijven. Ze vertelde het verhaal van de babywissel tussen haar en Lauren, met andere namen en liet het zo uitschijnen dat het personage van Lauren de slechte vrouw was en zij de goede.
Michael ging naar Californië naar de instelling waar Sheila opgesloten zat en daar zag hij Sheila verweesd en vastgebonden in een stoel. Michael verzekerde Lauren dat Sheila hun niets meer zou kunnen doen. Maar niets was minder waar, Sheila had haar kompaan Sugar, die haar nota bene uit de gevangenis kreeg, gedrogeerd en liet plastische chirurgie op haar uitvoeren zodat ze als twee druppels water op Sheila leek en liet haar dan opnemen in een psychiatrische kliniek zodat ze zelf vrij spel had terwijl iedereen dacht dat ze achter de tralies zat.
Scotty ging naar Genoa City voor het huwelijk van zijn moeder en trok in de loft van Kevin Fisher in. Sheila volgde hem kort daarna en nam haar intrek in een hotel en had een kamer tegenover Tom Fisher. Sheila en Tom werden bevriend. Scotty ging haar regelmatig bezoeken om te werken aan zijn boek. Lauren werd geïntrigeerd door de verhalen over Brenda en wilde haar ontmoeten, maar dat kon Sheila telkens verhinderen. Met valse tanden en een zwarte pruik ging Sheila onder de naam Jennifer Mitchell de stad in om niet herkend te worden. Ze nam zelfs een baantje als serveerster aan in de Athletic Club waar ze het leven van Gloria Fisher redde toen zij zich verslikte in haar eten. Toen Scotty een halsketting liet zien aan Brenda die hij voor zijn moeder had gekocht zag ze dit als een uitgelezen kans om wraak te nemen. Ze dompelde de ketting in gif. Hoe langer Lauren de ketting droeg hoe vaker ze last kreeg van hallucinaties. De avond voor de bruiloft had Lauren een rendez-vous met Michael op het dak voor een intiem etentje. Lauren dacht dat ze een hallucinatie had van Sheila, maar Sheila was echt daar en probeerde haar te overtuigen van het dak te springen. Michael kon haar niet op tijd redden, maar kreeg Sheila niet te zien. Michael bracht Lauren naar het ziekenhuis, waar ze ontdekten dat ze vergiftigd werd. Sheila kon Tom ervan overtuigen om de ketting te stelen voor ze zouden ontdekken dat deze vergiftigd was. Het huwelijk werd uitgesteld zodat Lauren kon herstellen. Michael en Paul Williams ontdekten dat de ketting wel de boosdoener moest zijn, maar Sheila had dit intussen gepoetst zodat er geen sporen meer waren en in de was van het ziekenhuis gegooid, waar het weer boven water dook.
Michael en Lauren trouwden dan toch, bij de gasten waren onder andere Laurens moeder Joanna Manning en Eric Forrester. Het paar ging op huwelijksreis met een jacht. Tom en Sheila volgden haar en toen Michael aan land was en Lauren op het jacht bleef kwamen Sheila en Tom aan boord. Er was een bom aan boord en het was Sheila's bedoeling om ook Tom op te blazen omdat hij te veel wist, maar Lauren kon Tom ervan overtuigen dat Sheila's bedoelingen niet goed waren en hij redde haar voor de ontploffing. Iedereen dacht dat Lauren omgekomen was bij de ontploffing. Tom nam Sheila en Lauren mee naar een boerderij, net buiten Genoa City en sloot hen samen op in de kelder. Tom contacteerde Gloria om losgeld te regelen voor Lauren. Ze moest hem in een steeg ontmoeten. Maar Gloria's man John Abbott had het gesprek afgeluisterd en nam zijn pistool en ging naar de steeg waar Tom was. Tijdens een gevecht met Tom ging het pistool af en kwam Tom om het leven. John nam de benen maar kreeg een accident met de auto. Ashley Abbott had alles gezien en werd gearresteerd voor de moord. Na een ruzie tussen Sheila en Lauren brak Sheila haar enkel. Toen ze door kregen dat Tom niet terugkwam besloten ze samen te werken om te ontsnappen. Toen ze er bijna uit waren kwam Paul Williams te hulp en hij trok Lauren net op tijd uit de kelder die instortte. Ze dachten dat Sheia omgekomen was, maar ze vonden geen lijk. Dan zagen we Sheila bij een plastisch chirurg waar ze om een nieuw gezicht vroeg. Lauren en Michael werden verenigd en nadat John zijn geheugen terug kreeg bekende hij de moord op Tom. Sheila verdween nu enkele maanden uit beeld. John werd tot ieders ontsteltenis veroordeeld voor 7 jaar gevangenis.

#### Een nieuwe zwangerschap
Lauren werd zwanger en Michael was dolgelukkig om voor de eerste keer vader te worden. Gezien het feit dat Lauren al in de veertig was deden ze extra onderzoeken naar de gezondheid van de foetus en de resultaten waren positief.
John werd ziek in de gevangenis en mocht deze verlaten toen hij een beroerte kreeg. In het ziekenhuis overleed John. Jack en Ashley wilden een serene begrafenis, maar Gloria wilde er iets groots van maken. De ruzies liepen op en Jack zorgde ervoor dat Gloria het verkeerde tijdstip kreeg voor de begrafenis. Gloria, Michael, Kevin en Lauren hielden daarna dan een eigen dienst voor John.
Gloria was blij met haar 50% deel van Johns erfenis maar dan dook een handgeschreven testament op dat alles onder Johns kinderen verdeelde. Gloria werd uit het landhuis gezet en trok bij Michael en Lauren in. Toen Lauren ontdekte dat Michael Gloria geholpen had bij haar bedenkelijke plannetjes bij Jabot kreeg ze weeën en beviel ze te vroeg van haar baby. Ze noemde haar zoon Fenmore Baldwin.

#### Phyllis
Paul Williams slaagde erin om Sheila terug te vinden in oktober 2006 in Argentinië. Sheila had plastische chirurgie ondergaan en was nu het evenbeeld van Phyllis Summers en had daarna de plastisch chirurg vermoord. Later zag hij haar babyspullen kopen in Genoa City en volgde haar naar een pakhuis waar ze een cel gemaakt had met de intentie om daar Lauren en haar baby Fen op te sluiten. Paul hield haar onder schot en nam een foto van haar waar ze moest doen alsof ze dood was. Paul sloot haar op in de cel en overtuigde Lauren en Michael dat Sheila omgekomen was bij een autocrash in Argentinië, hij lichtte ook Phyllis en Nick Newman in. Michael vond echter dat Paul zich vreemd gedroeg en volgde hem naar het pakhuis waar hij Phyllis vond achter de tralies. Paul probeerde Michael ervan te overtuigen dat dit Sheila was en nadat hij de echte Phyllis op haar GSM belde geloofde hij Paul.
Paul maakte afspraakjes met detective Maggie Sullivan, die geïntrigeerd werd door de vake afwezigheid van Paul. Ze spoorde hem via zijn GSM op en ontdekte zo Phyllis. Sheila kon haar overtuigen dat ze Phyllis was en Maggie liet haar los. Dan probeerde Sheila Maggie te wurgen en schoot haar neer met haar eigen geweer. Toen Paul kwam overviel ze hem en sloot hem bij Maggie op in de cel. Dan ging ze naar het huis van Phyllis en overmeesterde haar. Ze spotte en zei dat ze haar leven ging overnemen. Dan ging Sheila naar Lauren en bond haar vast, ze ontvoerde baby Fen en nam Phyllis en haar baby Summer mee naar een appartement. Michael slaagde erin om Paul en Maggie, die er erg aan toe was, te redden en later konden ze ook Lauren redden. Nick ontdekte waar Sheila zich schuil hield en Lauren ging ernaartoe, gewapend met een pistool. Phyllis en Sheila probeerden beide Lauren te overtuigen dat ze Phyllis waren en toen de echte Phyllis riep richt je pistool op mij en niet op de kinderen schoot Lauren op Sheila. Sheila viel neer en zei: je hebt de verkeerde geraakt, maar na haar overlijden werd bewezen dat het wel degelijk om Sheila ging.